# Lauro César Muniz
Lauro César Muniz (Ribeirão Preto, 16 gennaio 1938) è uno sceneggiatore, autore televisivo e drammaturgo brasiliano.

## Biografia
Figlio di un commerciante e di una professoressa, si laureò in Ingegneria Civile presso l'Università Presbiteriana Mackenzie. In seguito frequentò l'Escola de Arte Dramática (EAD).
Antifascista convinto, iniziò il suo percorso drammaturgico nel 1959, firmando Este Ovo é um Galo, satira della Revolução Constitucionalista; nel 1963 scrisse la sua pièce più nota, O Santo Milagroso, opera incentrata sulle contraddizioni della religione, da cui venne poi tratta l'omonima pellicola. Nel 1966 sceneggiò la sua prima telenovela Ninguém Crê em Mim, prodotta da Rede Excelsior. Dopo un breve passaggio a TV Tupi, nel 1970 prese servizio a Rede Globo, per la quale cinque anni dopo sceneggiò la telenovela Corrida de Ouro insieme a un giovane Gilberto Braga: fu poi la volta, nel 1975, di Escalada, telenovela con elementi autobiografici, interpretata da Tarcisio Meira. Nel 1977 ideò Espelho Mágico, la prima "metanovela" brasiliana. Nel 1980 Muniz lasciò la Globo per Rede Bandeirantes, per la quale realizzò la telenovela Rosa Baiana. Nel 1982 Muniz scrisse la sceneggiatura di una telenovela cilena, La gran mentira. Ritornò poi alla Globo, e nel 1985 firmò Potere, una pietra miliare nella storia della tv brasiliana, con Tarcisio Meira nuovamente protagonista. Muniz in seguito lavorò anche per Rede Record.
In campo cinematografico fu sceneggiatore per diversi registi di grido come Carlos Coimbra, Aníbal Massaini Neto, Anselmo Duarte, Walter Hugo Khouri.
Tra i tanti riconoscimenti da lui ottenuti, il Troféu APCA per O Santo Milagroso: l'allestimento televisivo della pièce gli valse anche un premio al Festival Internazionale del Cinema e della Televisione di New York. Nel 1979 gli venne assegnato il Prêmio Molière. Nel 1987 ebbe il Troféu Imprensa per Potere. Nel 2006 gli fu conferito l'Ordem do Mérito Cultural.

## Vita privata
Dal suo primo matrimonio, durato vent'anni e conclusosi col divorzio, nacquero tre figli: la coppia inoltre adottò una bambina, la futura attrice Marcela Muniz. In seconde nozze Lauro César Muniz sposò l'attrice Bárbara Bruno: dopo diciassette anni anche quest'unione naufragò.